# 宏文社学
宏文社学，原名奎阁，位于中国广东省江门市新会市会城镇茶坑村，位于梁启超故居附近。1979年，列入新会县文物保护单位。
宏文社学建于清代，四方形两层。梁启超少年时代曾在此读书，在门楣之上题写了“宏文社学”匾额。